# Hallo bungalow
Hallo bungalow is een Nederlandse filmkomedie uit 2015, geregisseerd door Anne de Clercq.

## Verhaal
Olivia, Trijntje en Bibi werken al twintig jaar op het bungalowpark De Lusthoven. Ze hebben al die tijd gedroomd van een andere carrière dan werken op park. De drie zijn hun leven meer dan zat op het park. Om toch aan veel geld te komen besluiten ze de criminele parkmanager te chanteren. Maar in plaats van dat hij meewerkt, zet hij een team huurmoordenaars in om de anonieme afpersers op te sporen.

## Rolverdeling
| Acteur            | Personage      |
| ----------------- | -------------- |
| Lies Visschedijk  | Olivia         |
| Eva Van Der Gucht | Trijntje       |
| Anne-Marie Jung   | Bibi           |
| Stefan de Walle   | Tiebe Prins    |
| Jennifer Hoffman  | Ilona          |
| Roeland Fernhout  | Jurgen         |
| Martijn Fischer   | Fridus         |
| Jenny Arean       | Dokie          |
| Huub Smit         | Boon           |
| René Groothof     | Peer           |
| Frieda Pittoors   | Eddie          |
| Ruud Drupsteen    | Trouwambtenaar |
| Tobias Kersloot   | Toto Prins     |